# Eriko Hatsune

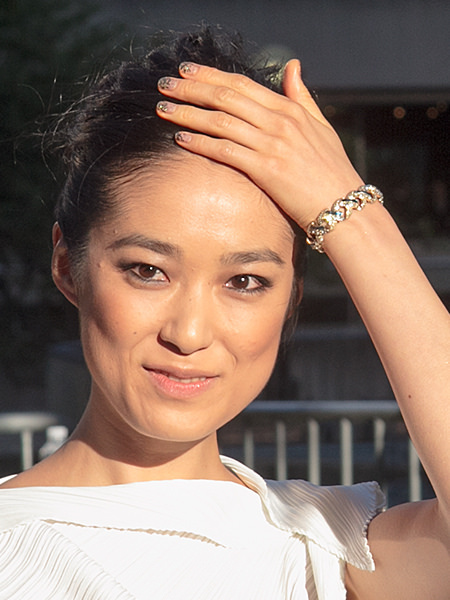
Eriko Hatsune (Foto: Gordon Correll)

Eriko Hatsune (japanisch 初音 映莉子 Hatsune Eriko; * 24. März 1982 in Tokio, Japan) ist eine japanische Schauspielerin.  
Hatsune ist Absolventin der Horikoshi Oberschule in Tokio. Ihre Karriere begann 1998 mit Auftritten in japanischen Fernsehwerbespots. 2000 gab Hatsune im Alter von 18 Jahren ihr Debüt in Uzumaki. 2012 spielte sie eine Hauptrolle im Hollywood-Film Emperor – Kampf um den Frieden.

## Filmografie (Auswahl)
- 2000: Uzumaki
- 2000: Oshikiri – The Strange Story (Oshikiri)
- 2007: Apartment 1303 – Wohnst du noch oder stirbst du schon? (1303号室)
- 2010: Naokos Lächeln (Noruwei no Mori)
- 2012: Emperor – Kampf um den Frieden (Emperor)
- 2013: Gatchaman
- 2014: All-Round Appraiser Q: The Eyes of Mona Lisa (Bannou kanteishi Q: Mona Riza no hitomi)
- 2015: Under Execution, Under Jailbreak
- 2019: We Are Little Zombies
- 2024: Like A Complete Unknown (A Complete Unknown)